# Steve Hansen

a Compétitions nationales et continentales officielles uniquement.

Dernière mise à jour le 31 décembre 2016.
Stephen William "Steve" Hansen, né le 7 mai 1959 à Dunedin, est un joueur et entraîneur néo-zélandais de rugby à XV. Il est le sélectionneur des All Blacks de 2011 à 2019, après le départ du précédent sélectionneur, champion du monde 2011, Graham Henry. Il mène lui-aussi l'équipe à un nouveau titre de champion du monde en 2015.

## Carrière
Il joue au rugby à XV pendant 15 ans avec le club de Marist et la province de Canterbury au poste de centre.
Durant la coupe du monde 1987, alors que son équipe des Marist joue les sparring-partners de l’équipe de France, il est repéré par le journaliste sportif rochelais Pierre Salviac, qui le fait venir la saison suivante jouer en France. Il joue une saison au Stade rochelais de 1987 à 1988.
Il commence à entraîner à Canterbury, il remporte avec ce club les titres de NPC en 1997 et 2001 et il défend avec succès le Ranfurly Shield 16 fois pendant ce temps-là.
En 2000 et 2001, il était entraîneur-adjoint auprès de Robbie Deans des Crusaders qu'ils conduisent à la victoire du Super 12 en 2000. 
En 2002, il devient entraîneur du Pays de Galles succédant à Graham Henry. Il met en place les fondations qui permettront plus tard aux Gallois de renouer avec leur glorieux passé en remportant le Grand Chelem 2005.
En 2003, il réalise une brillante campagne de Coupe du monde. Le pays de Galles mène contre les All Blacks à vingt minutes de la fin du match en poule, puis font un match sérieux contre les Anglais en quart de finale. 
Steve Hansen est aujourd'hui le sélectionneur des All Blacks après avoir été l'adjoint du dernier sélectionneur, Graham Henry, de 2004 à 2011. En 2011, ils mènent les All Blacks au second titre de Champion du monde de leur histoire, après 1987.
Dès sa première année à la tête de l'équipe, elle finit vainqueur du Rugby Championship. En 2013, les All Blacks terminent l'année invaincus.
En 2015, il dirige la Nouvelle-Zélande vers un second titre consécutif de Champion du monde. Après cette Coupe du monde 2015, il continue sa mission à la tête de l'équipe.
En août 2016, il est désigné, par le magazine Rugby World, comme la troisième personnalité la plus influente du rugby mondial derrière le vice-président de World Rugby, Agustín Pichot, et le sélectionneur de l'équipe d'Angleterre, Eddie Jones.

## Bilan avec les sélections
| Année | Sélection        | Tournoi                | Poste            | Classement IRB à la fin de l'année | Tournoi                  | Coupe du monde             |
| ----- | ---------------- | ---------------------- | ---------------- | ---------------------------------- | ------------------------ | -------------------------- |
| 2002  | Pays de Galles   | Six Nations            | Sélectionneur    | -                                  | 5e                       | -                          |
| 2003  | Pays de Galles   | Six Nations            | Sélectionneur    | 8e                                 | 6e                       | Éliminé en quart-de-finale |
| 2004  | Pays de Galles   | Six Nations            | Sélectionneur    | 8e (à son départ)                  | 4e                       | -                          |
| 2004  | Nouvelle-Zélande | Tri-nations            | Adjoint (Avants) | 1er                                | 3e                       | -                          |
| 2005  | Nouvelle-Zélande | Tri-nations            | Adjoint (Avants) | 1er                                | Vainqueur                | -                          |
| 2006  | Nouvelle-Zélande | Tri-nations            | Adjoint (Avants) | 1er                                | Vainqueur                | -                          |
| 2007  | Nouvelle-Zélande | Tri-nations            | Adjoint (Avants) | 2e                                 | Vainqueur                | Éliminé en quart-de-finale |
| 2008  | Nouvelle-Zélande | Tri-nations            | Adjoint (Avants) | 1er                                | Vainqueur                | -                          |
| 2009  | Nouvelle-Zélande | Tri-nations            | Adjoint (Avants) | 1er                                | 2e                       | -                          |
| 2010  | Nouvelle-Zélande | Tri-nations            | Adjoint (Avants) | 1er                                | Vainqueur (Grand Chelem) | -                          |
| 2011  | Nouvelle-Zélande | Tri-nations            | Adjoint (Avants) | 1er                                | 2e                       | Champion du monde          |
| 2012  | Nouvelle-Zélande | The Rugby Championship | Sélectionneur    | 1er                                | Vainqueur                | -                          |
| 2013  | Nouvelle-Zélande | The Rugby Championship | Sélectionneur    | 1er                                | Vainqueur                | -                          |
| 2014  | Nouvelle-Zélande | The Rugby Championship | Sélectionneur    | 1er                                | Vainqueur                | -                          |
| 2015  | Nouvelle-Zélande | The Rugby Championship | Sélectionneur    | 1er                                | 2e                       | Champion du monde          |
| 2016  | Nouvelle-Zélande | The Rugby Championship | Sélectionneur    | 1er                                | Vainqueur (Grand Chelem) | -                          |
| 2017  | Nouvelle-Zélande | The Rugby Championship | Sélectionneur    | 1er                                | Vainqueur (Grand Chelem) | -                          |
| 2018  | Nouvelle-Zélande | The Rugby Championship | Sélectionneur    | 1er                                | Vainqueur                | -                          |
| 2019  | Nouvelle-Zélande | The Rugby Championship | Sélectionneur    | 2e                                 | 3e                       | 3e                         |

## Palmarès (entraîneur)
- Vainqueur du NPC 1997 et 2001
- Vainqueur du Super 12 en 2000 (adjoint)
- Vainqueur du Tri-Nations 2005, 2006, 2007, 2008, 2010 (adjoint)
- Champion du monde 2011 (adjoint) et 2015 (entraîneur).
- Vainqueur du The Rugby Championship 2012, 2013, 2014, 2016, 2017 et 2018.
- Autres 
  - Bledisloe Cup (6) : 2012, 2013, 2014, 2015, 2016 et 2017
  - Trophée Dave Gallaher (4) : en 2013 (2), 2016 et 2017